# Pierre-Alain Muet
Pierre-Alain Muet, né le 1er janvier 1945 à Lyon, est un économiste et homme politique français. Il est le député PS de la deuxième circonscription du Rhône de 2007 à 2017.
Il a notamment présidé l'Association française de science économique (AFSE).

## Biographie

### Jeunesse et formation
Pierre-Alain Muet naît dans le 4e arrondissement de Lyon. Il entre en classe préparatoire au lycée du Parc. Il est élève ingénieur à l'École centrale de Paris. Après avoir obtenu son diplôme, il entre à l'Université Paris 1, où il devient docteur ès sciences économiques. Il consacre sa thèse à une étude économétrique.

### Carrière d'économiste
Débutant à l'INSEE comme chargé de mission en 1968, Muet intègre en 1977, le CEPREMAP en qualité de chercheur. Il prend la direction en 1981 du département d'économétrie de l'Observatoire français des conjonctures économiques (OFCE). Il rend alors sa carte du PS pour se consacrer à l'enseignement.
En 1997, il est appelé par Lionel Jospin pour sa campagne électorale en tant que conseiller économique ; puis il le suit à Matignon jusqu'en 2001. Durant toute cette période, Pierre-Alain Muet siège au Conseil d'analyse économique du Premier ministre, dont il est l'un des fondateurs et le président-délégué.
Pierre-Alain Muet est également professeur d'économie au Centre d'études des programmes économiques (1977-1986), à l'Institut d'études politiques de Paris (1983-1990) et à l'École polytechnique (1980-2004), ainsi que professeur invité aux universités de Lausanne (1986-1987) et de Montréal (1990-1992).
En 2001, il est admis inspecteur général des finances.
Pierre-Alain Muet est élu président de l'Association française de science économique en 2004-2005, après en avoir été le vice-président en 1996 et 1997. Membre des comités de rédaction de la Revue d'économie politique et de la Revue française d'économie, il siège au conseil scientifique de la Revue d'économie du développement. Depuis 1996, Muet dirige la collection « Europe » aux éditions Economica.

### Fonctions politiques
Pierre-Alain Muet est membre du PSU et  Parti socialiste. Il a été adjoint au maire de Lyon et vice-président de la communauté urbaine de Lyon chargé du développement économique et des relations internationales dans l'équipe de Gérard Collomb.
Le 17 juin 2007, il est élu député de la deuxième circonscription du Rhône Lyon face au parlementaire sortant Emmanuel Hamelin, pour la XIIIe législature (2007-2012). Il est réélu député le 17 juin 2012.
Pour la primaire citoyenne de 2017, il soutient Arnaud Montebourg.
Après la victoire de Benoît Hamon à la primaire citoyenne de 2017, il est nommé responsable thématique « Réforme fiscale, budget » de sa campagne présidentielle,.

## Famille
Le père de Pierre-Alain Muet exerce le métier d'agent de commerce. Sa mère est brodeuse. Son épouse Simone Muet est directrice de la marque à France Telecom.

## Distinction
- : Chevalier de la Légion d'honneur[4].

## Mandats électifs
- 2001-2008: Adjoint au Maire de Lyon (Rhône) et Vice-Président de la communauté urbaine de Lyon, chargé du développement économique et des relations internationales dans l'équipe de Gérard Collomb.
- 2007-2012 : Député pour la XIIIe législature (2007-2012), pour la deuxième circonscription du Rhône, membre du groupe socialiste, radical, citoyen et divers gauche.
- Depuis le 17 juin 2012 : Député pour la XIVe législature (2012-2017), pour la deuxième circonscription du Rhône, membre du groupe socialiste, radical, citoyen et divers gauche. Il est également élu vice-président de la commission des Finances, de l'Économie générale et du Contrôle budgétaire de l'Assemblée nationale.

## Publications
- Contemporary Macroeconomic Modelling (édité en collaboration avec Pierre Malgrange), Basil Blackwell, Oxford, 1985
- La gauche face à la crise (en collaboration avec Alain Fonteneau), Presses de la Fondation Nationale des Sciences Politiques, Paris, 1985
- Investissement et emploi (en collaboration avec Patrick Artus), Economica, Paris, 1986
- MICMAC : la macroéconomie par la micro-informatique (en collaboration avec Éric Bleuze et Christian Giraud), Economica, Paris, 1987
- Macrodynamique et déséquilibres (édité en collaboration avec Jean-Paul Fitoussi), Economica, 1987
- Théories et modèles de la macroéconomie (tome 1), Economica, Paris, 1re édition, 1984, 4e édition entièrement refondue, 1992
- International Trade Modelling (édité en collaboration avec Marcel Dagenais), Chapman & Hall, Londres, 1992
- Croissance et cycles : théories contemporaines, Economica, Paris, 1993
- Théories du chômage (en collaboration avec Patrick Artus), Economica, Paris, 1995
- Gouvernance Equity and Global Market (édité avec Joseph Stiglitz), Oxford University Press, 2004
- Introduction à l’analyse macroéconomique, Editions de l'École Polytechnique/Ellipses, juin 2004
- Contrevérités et tristes réalités des années Sarkozy, essai publié par la Fondation Jean-Jaurès, mars 2012 [9]